# Vicente Martínez Ybor
Vicente Martínez Ybor (Valencia, 7 de septiembre de 1818 - Tampa, Florida, 14 de diciembre de 1896) fue un empresario español famoso por ser el constructor de un complejo residencial, industrial y de ocio que acabaría recibiendo el nombre de Ybor City.

## Infancia y juventud
Martínez Ybor nació en Valencia en 1818. En 1832 emigró con su familia a Cuba con la intención de mejorar su calidad de vida y, además, librarse del servicio militar al que pronto estaría llamado.
De joven trabajó como tendero en una tienda de ultramarinos. En 1848 contrajo matrimonio con Palmia Learas, con quien tuvo cuatro hijos. En 1856 fundó su propia compañía tabaquera en La Habana, y comenzó a elaborar y distribuir su propia marca de habanos, El Príncipe de Gales. La marca ganó rápidamente en popularidad y llegaron a fabricarse 20.000 cigarros puros al día.
En 1862, tras enviudar, se casó con Mercedes de las Revillas, con quien tuvo otros ocho hijos.

## Emigración a EE. UU.

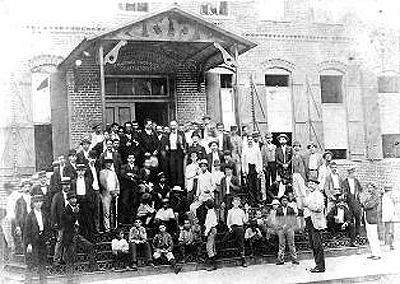
Visita de José Martí a Ybor City, 1893.

En 1868, tras el estallido de la primera guerra de Cuba, Martínez Ybor tomó partido por los independentistas cubanos, a los que apoyó económicamente. Descubierto por las autoridades, huyó al año siguiente a Cayo Hueso, Estados Unidos.
Una vez asentado en Florida construyó una nueva fábrica de tabaco en la que seguir produciendo su marca. Empleó a multitud de cubanos que, como él, habían abandonado la isla a causa de la guerra. Aunque el negocio funcionaba no pudo evitar conflictos entre los trabajadores españoles y los cubanos, y tuvo que hacer frente a una serie de huelgas y a la dificultad añadida que suponía la carencia de infraestructuras y de transportes, por lo que se decidió por reconstruir su negocio tabaquero en algún otro lugar. Gracias a los subsidios del Consejo de Comercio de Tampa pudo hacerse con unos 160.000 metros cuadrados de terreno al noreste de Tampa, en octubre de 1885. Al llegar la primavera, Martínez Ybor, de la mano de sus socios Eduardo Manrara e Ignacio Haya y del urbanista Gavino Gutiérrez, había conseguido erigir un complejo industrial y residencial que fue apodado Ybor City. Su fábrica de puros, construida enteramente con ladrillos, fue la más grande de su tiempo.
Martínez Ybor trató de combatir el riesgo de paros y conflictos que había hundido su negocio en Cayo Hueso ofreciendo sueldos elevados y condiciones laborales y de vida aceptables. Su empresa erigió viviendas de bajo coste destinadas a sus trabajadores con la esperanza de que evitasen así la tentación de regresar a Cuba cuando hubiesen ahorrado algún dinero. Además, trató de convencer a otros empresarios para que siguiesen su ejemplo e invirtiesen en la zona. Llegó a ser el propietario de un hotel, y de fábricas de cerveza, ladrillos y hielo, entre otros negocios.
El plan dio resultado. Tras un comienzo algo dubitativo, sus negocios y toda el área circundante prosperaron y llegaron a producirse decenas de millones de puros al año a finales de la década de 1880, que se multiplicarían con la llegada del nuevo siglo. Hacia 1887, la zona fue absorbida por la ciudad de Tampa.

## Muerte

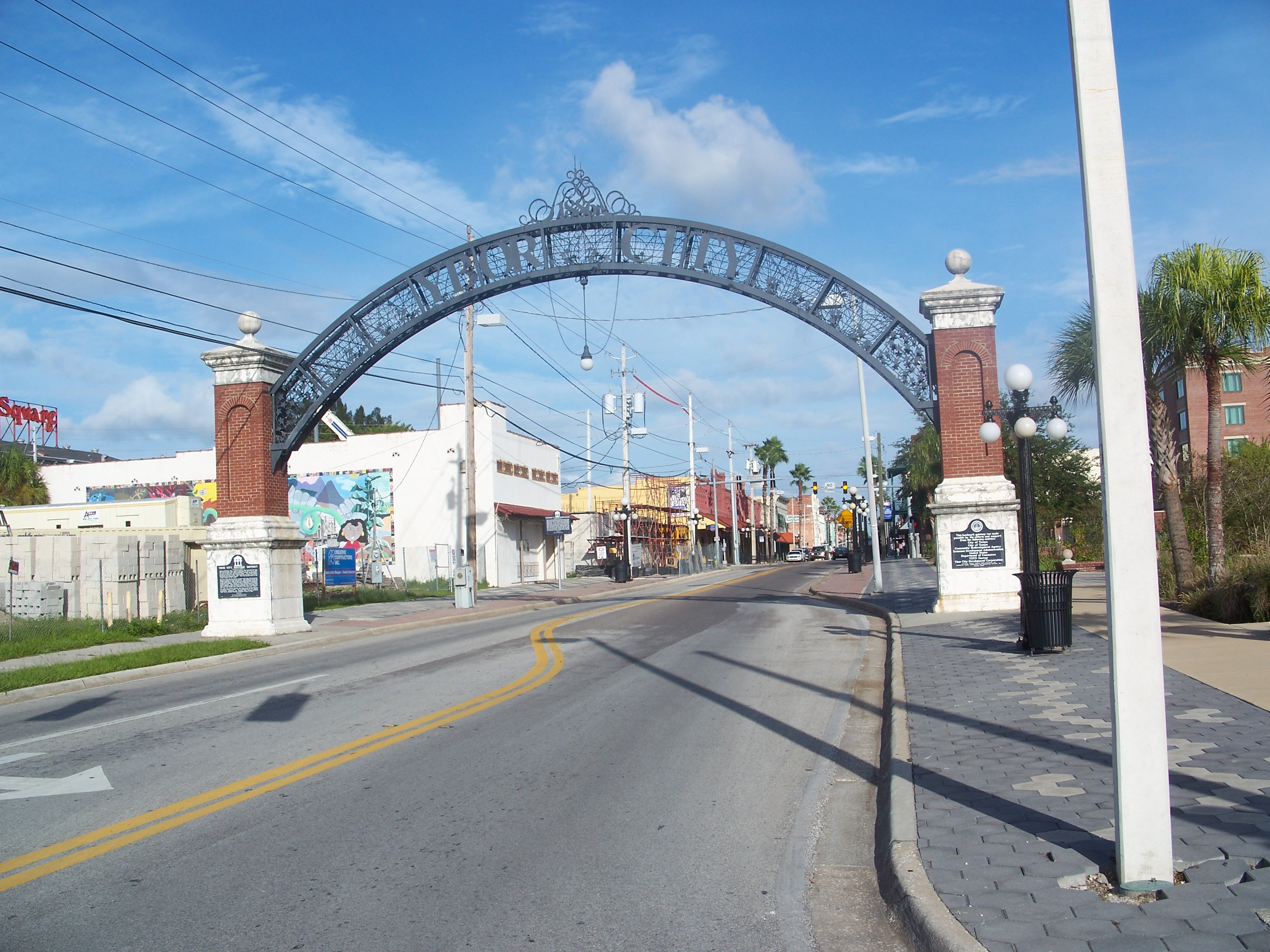
Camino de acceso a Ybor City en la actualidad.

Cuando Martínez Ybor falleció, el artículo del Tampa Tribune le calificó de “Gran benefactor”. Sus propiedades y sus terrenos eran tan extensos y variados que sus socios dedujeron que no había suficiente dinero en toda Tampa para comprarlos. La familia vendería la mayoría de las propiedades y negocios, pero les llevaría casi una década.
Vicente Martínez Ybor está enterrado en el cementerio Oaklawn, en el centro de Tampa. En honor a su contribución al desarrollo de la ciudad, se erigió una estatua de bronce en el distrito comercial de Ybor City.

## Licencia
- Esta obra contiene una traducción  derivada de «Vicente Martinez Ybor» de Wikipedia en inglés, concretamente de esta versión, publicada por sus editores bajo la Licencia de documentación libre de GNU y la Licencia Creative Commons Atribución-CompartirIgual 4.0 Internacional.

- Datos: Q7925173